# Audomar de Thérouanne
Audomar (Audomarus), connu plus tard sous le nom de saint Omer, vécut de 600 à 667. Il est nommé évêque de Thérouanne par le roi Dagobert Ier et fonde la ville de Saint-Omer (Pas-de-Calais). C'est lui qui consacra prêtre saint Wandrille. C’est un saint chrétien fêté le 9 septembre.

## Histoire et tradition

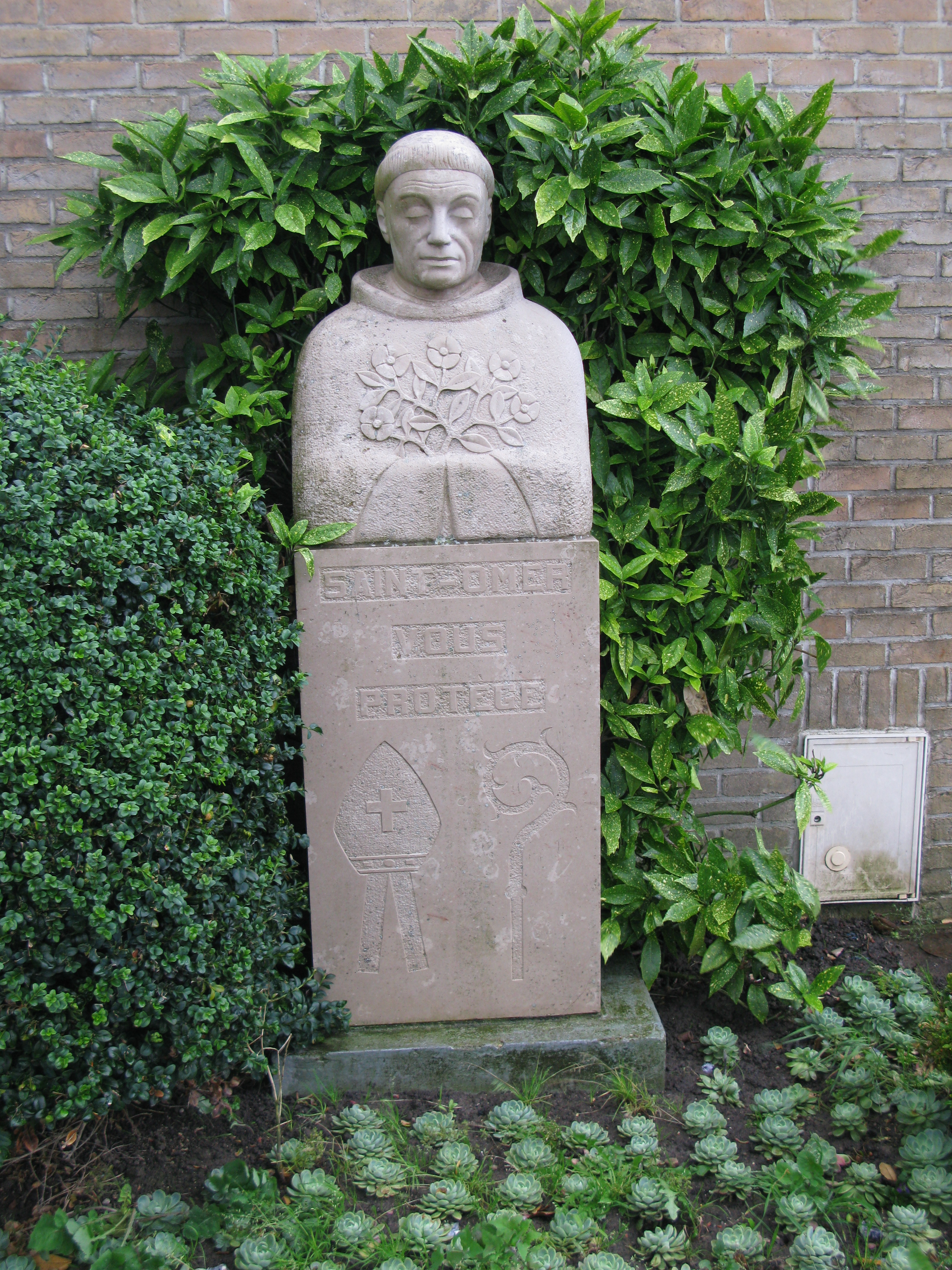
Buste de saint Omer à Brouckerque.

Audomar (Audomarus) serait né à Orval, près de Coutances d'où sont originaire ses parents Friulfus et Domitta, aux environs de l’an 600. Sa fête est le 9 septembre.
Audomar connaissait la langue et les coutumes des Saxons établis en Normandie depuis le VIe siècle. Avec son père, devenu veuf, il partit pour le monastère de Luxeuil, qui avait été fondé au VIe siècle par Colomban.
Le roi Dagobert Ier le nomma évêque de Noyon-Tournai (627-640) puis évêque de Thérouanne (actuellement dans le département du Pas-de-Calais). Audomar avait pour mission de résider dans son diocèse, de célébrer les grandes fêtes pastorales et de prêcher auprès des populations. Les Morins, dont les Vandales et Suèves ont envahi la région au Ve siècle, étaient revenus au paganisme malgré l’évangélisation du IVe siècle menée par Victrice de Rouen et les régions côtières étaient devenues saxonnes. C’est près de Thérouanne qu'Audomar fonda un monastère où s'édifia la ville de Saint-Omer.
Dans la région de l'embouchure de l’Aa, Audomar fut hébergé par un riche propriétaire du nom de Adrowald, qu'il convertit au christianisme.
En 651, Adrowald donna à Audomar plusieurs domaines sur l'Aa, dont l'île de Sithiu, comprenant une douzaine de villages. Audomar y fonda une église dédiée à la Vierge, qui deviendra l'église Notre-Dame.
Ayant l'accord du roi, Audomar obtint l'aide de trois moines colombanian :
- Mommelin, ayant des connaissances linguistiques, fut abbé de Sithiu jusqu'en 660, avant de rejoindre Noyon ;
- Bertin, qui succéda à Mommelin à l'abbaye de Sithiu, fonda une église dédiée à saint Pierre à l'est de Notre-Dame. Elle deviendra l'abbaye Saint-Bertin ;
- Bertrand de Cambrai (ou Bertran ou Bertram ou Ebertram), higoumène (abbé) à Saint-Quentin[6].

En 662, Audomar fit promulguer une charte octroyant des privilèges à Sithiu.
Audomar mourut aveugle le 1er novembre 667 à Wavrans-sur-l'Aa. Selon ses vœux, Bertin fit transporter son corps dans l'église Notre-Dame de Sithiu.
Selon un auteur du XVIIe siècle ayant rédigé une vie de saint Folquin, cité au XIXe siècle, Hugues l'Abbé, fils naturel de Charlemagne, abbé de l'abbaye du Mont-Saint-Quentin et quelques années plus tard de l'Abbaye Saint-Bertin de Saint-Omer, aurait entrepris vers 844 de ramener les restes de saint Omer, conservés comme relique à Saint-Omer, à Saint-Quentin. Folquin, alors évêque de Thérouanne, lança une troupe armée à la poursuite des « ravisseurs ». Ceux-ci rattrapés à Lisbourg abandonnèrent la relique, qui fut ramenée en grande pompe à Saint-Omer, où elle demeura cachée plusieurs années pour éviter de nouvelles tentatives.
Une Vie de saint Omer (Vitae Sancti Audomari), aujourd'hui disparue, a été rédigée au début du IXe siècle d'après la tradition orale, par une clerc de la région. Une seconde version a été écrite à Corbie et est actuellement conservée à Saint-Pétersbourg, en Russie. Une troisième version écrite au Xe siècle se trouve dans la bibliothèque royale de Belgique. Une version datant du XIe siècle (manuscrit 698) est conservée à Saint-Omer. Elle a fait l'objet de plusieurs ajouts successifs. On retrouve aussi la Vita Audomari dans une version en langue vernaculaire du XVe siècle, conservée à Lille (manuscrit 795).
La bibliothèque de Saint-Omer conserve quatre psautiers qui reprennent l'office de saint Omer (manuscrits 232, 270, 355, 837).

Vie de saint Omer, XIe siècle, chapitre de la cathédrale, Ms 698, bibliothèque municipale de Saint-Omer
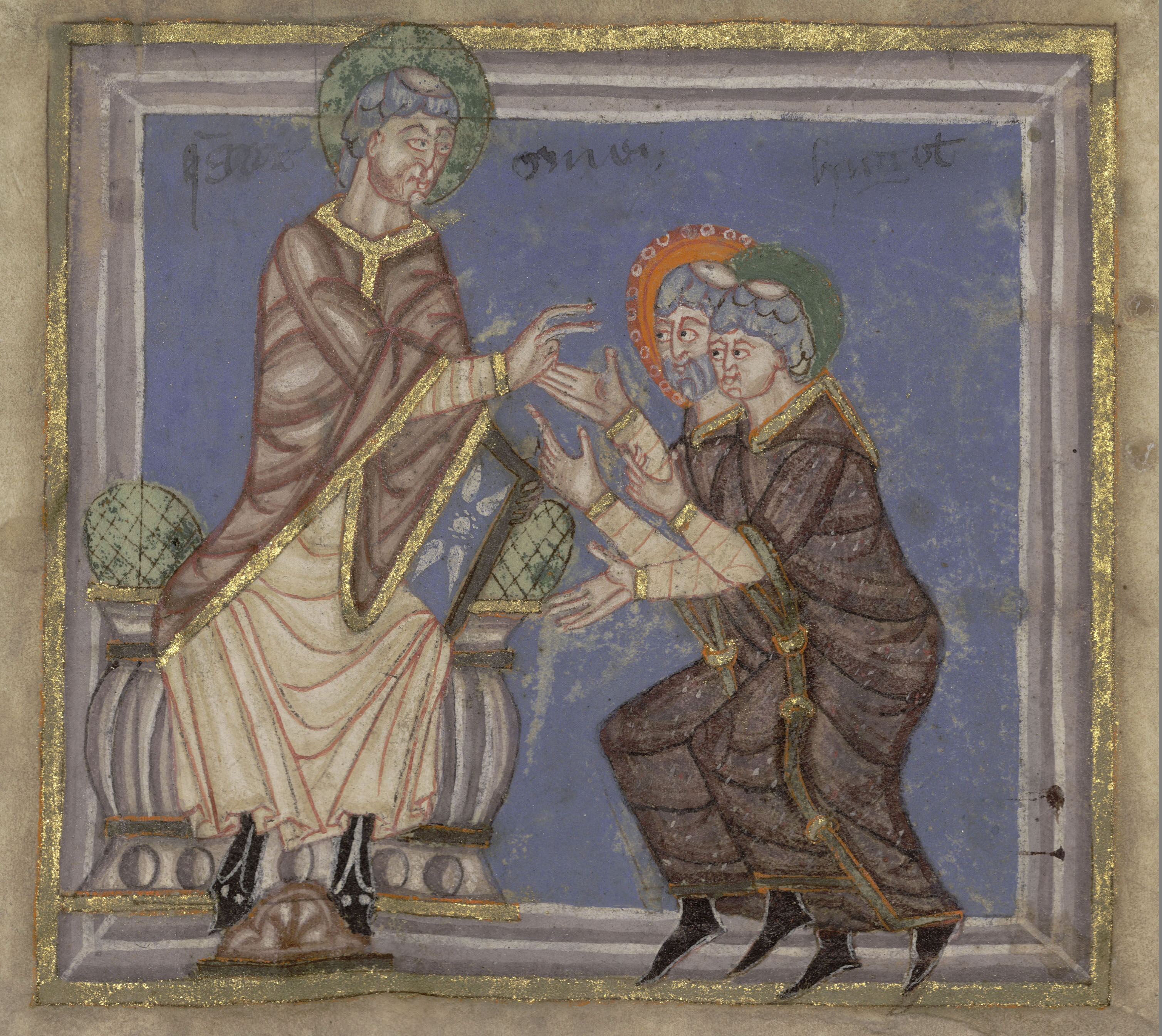
Réception de saint Omer et de son père Friulf à Luxeuil.
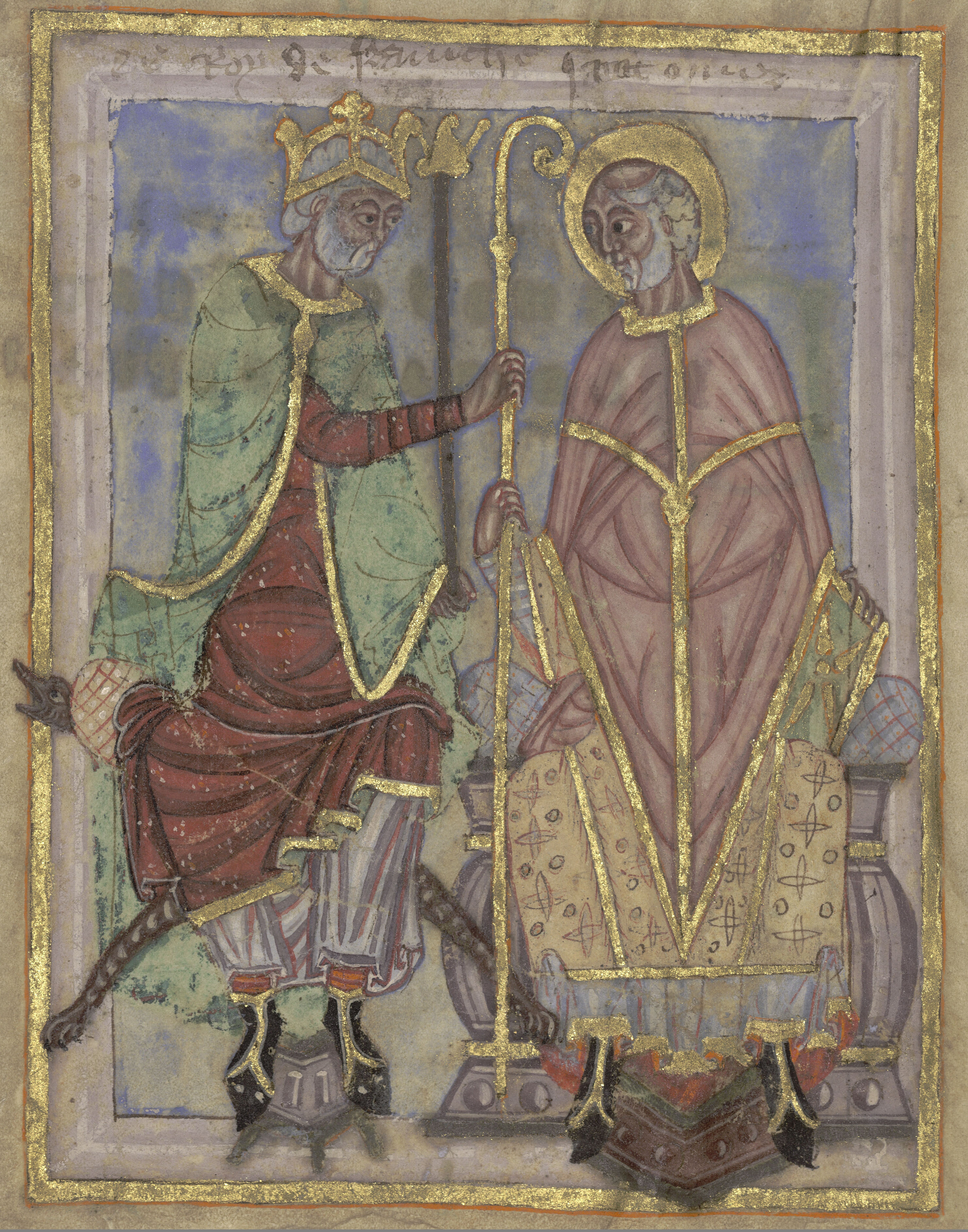
Saint Omer et le Roi Dagobert.
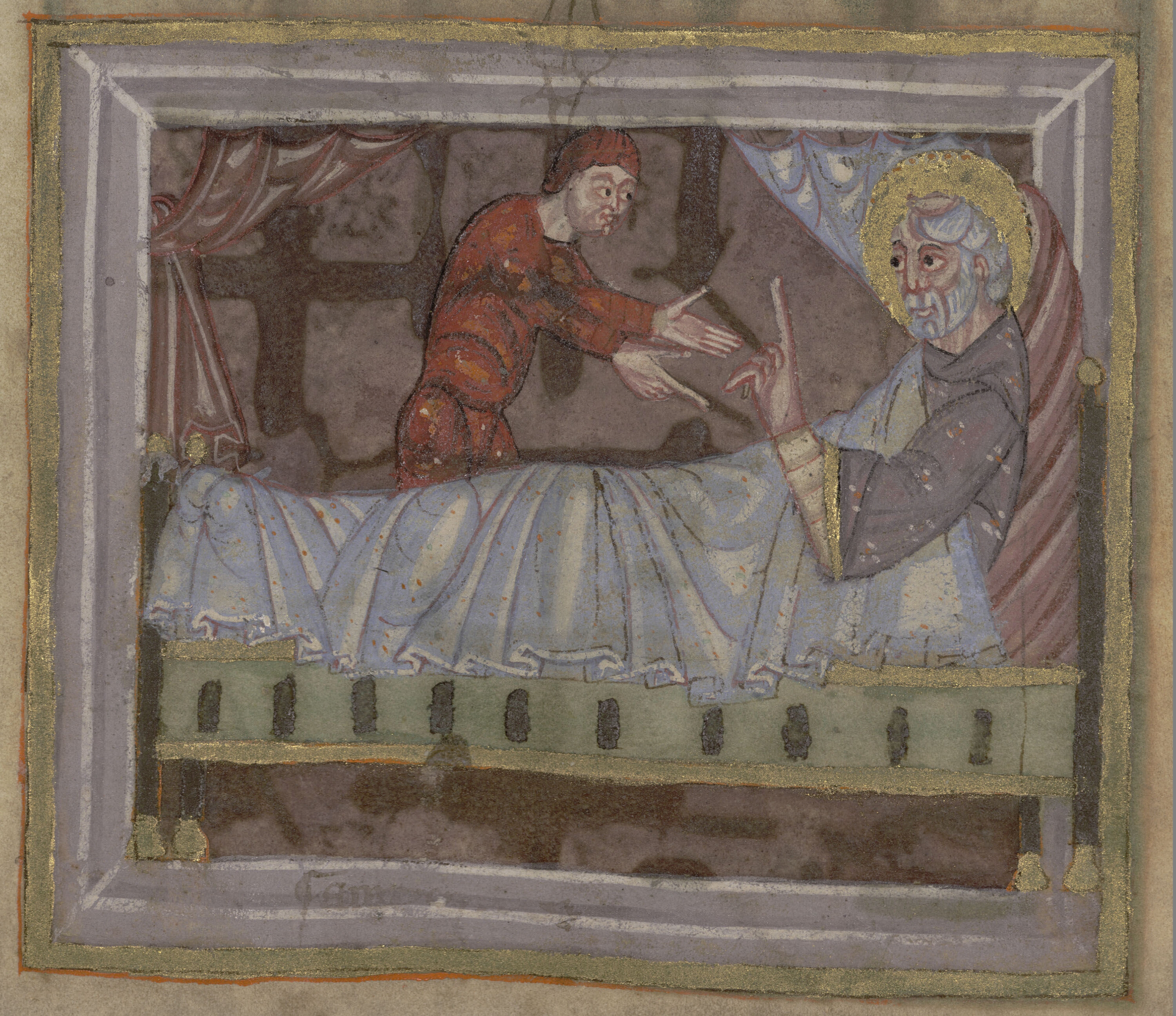
Saint Omer et son serviteur.
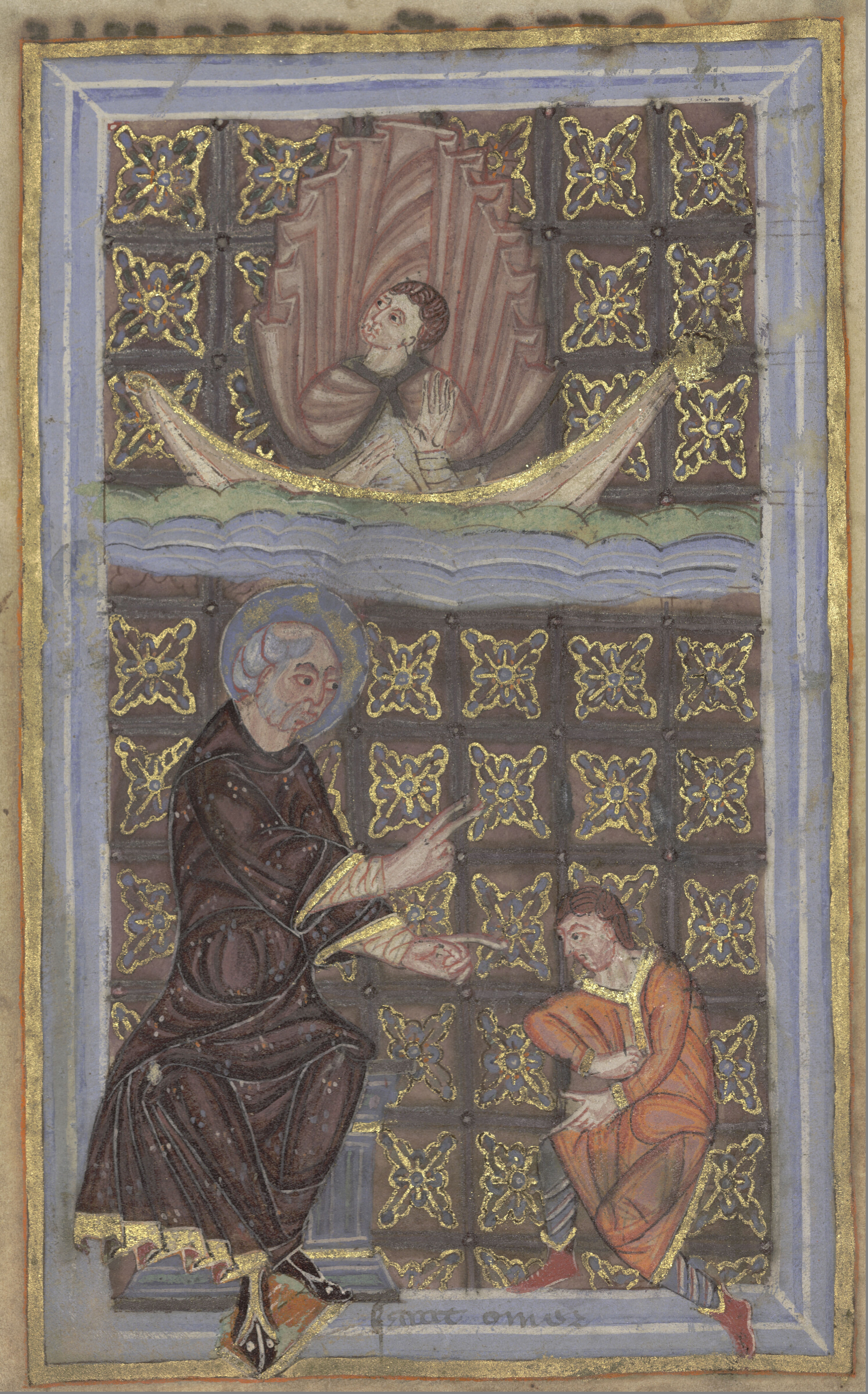
Saint Omer sauve et pardonne son serviteur.
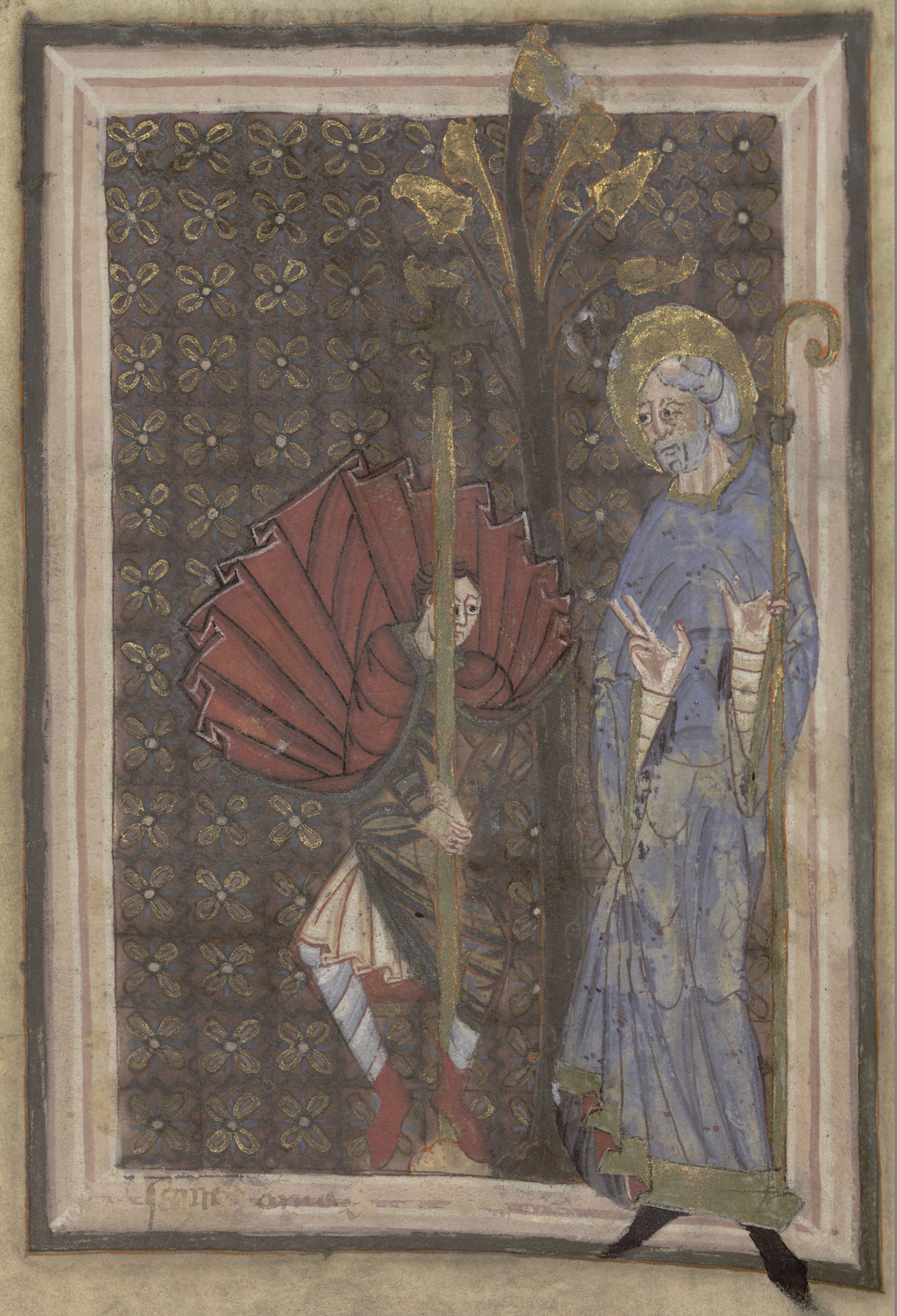
Saint Omer fait planter une croix à Journy.
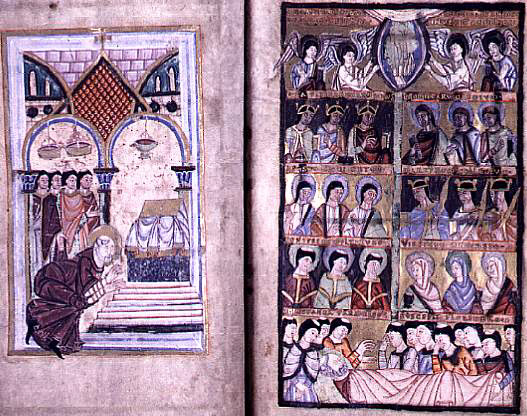
Décès de saint Omer : les disciples pleurent.

## Patronage

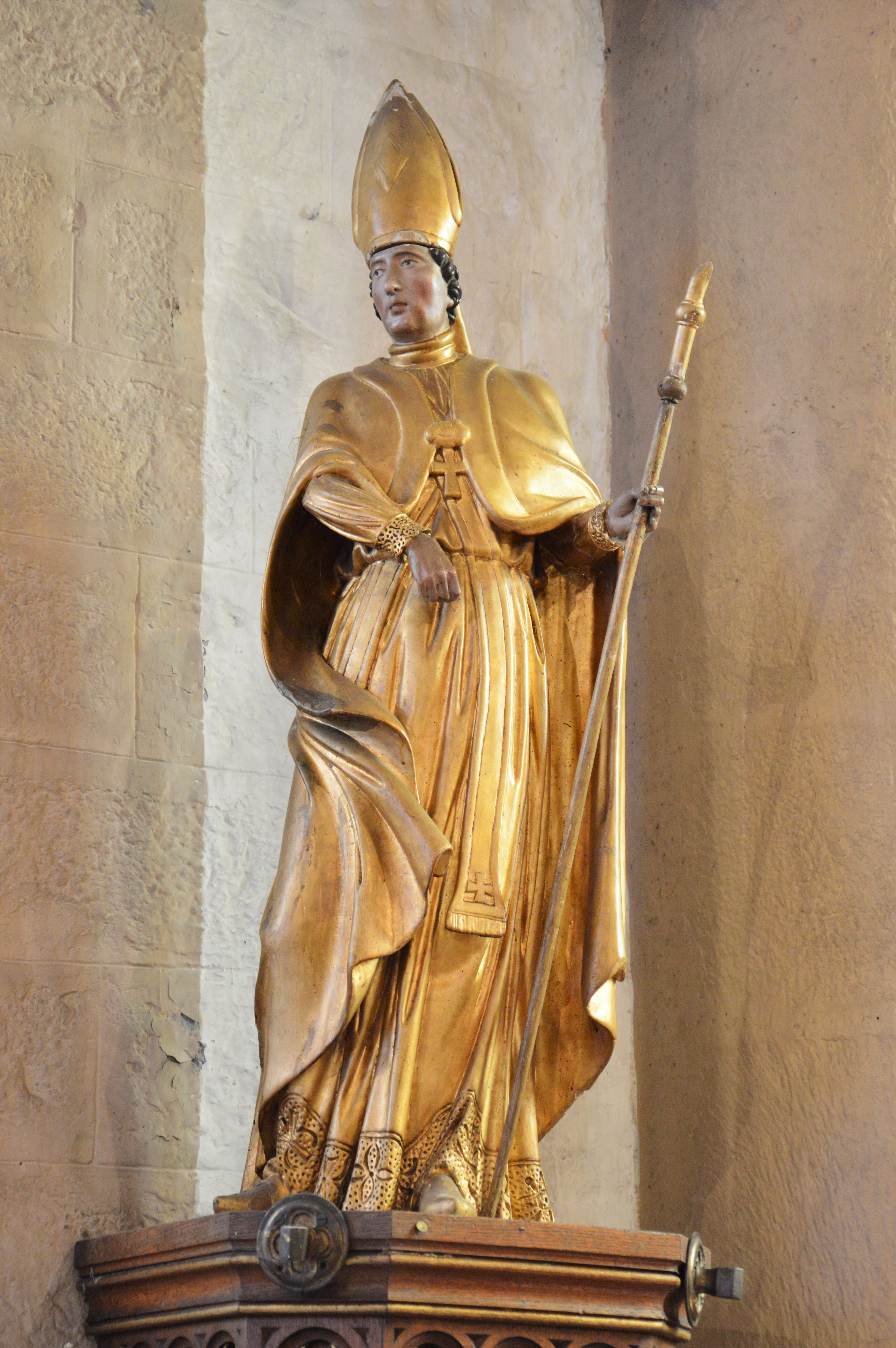
Statue en bois doré représentant saint Omer (église Saint-Omer d'Houchin, dans le Pas-de-Calais).

- Omer est invoqué pour les troubles de la vue. L'origine de cette vénération n'est pas certaine ; il aurait, d'après la tradition orale, perdu la vue une seconde fois à la fin de sa vie[1].
- Localement, dans la Manche, à Orval, il est invoqué pour remédier aux troubles intestinaux.

## Hommages
Il est célébré le 9 septembre.
Plusieurs localités portent son nom en France : Saint-Omer et Saint-Omer-Capelle dans le Pas-de-Calais, Saint-Omer dans le Calvados, Saint-Omer-de-Blain en Loire-Atlantique, Saint-Omer-en-Chaussée dans l'Oise. C'est également le cas d'une municipalité du Québec : Saint-Omer.
Plusieurs églises ont été baptisées Saint-Omer en son honneur, notamment en Flandre ou dans les alentours : à Avroult, Bavinchove, Bambecque, Brouckerque, Hocquinghen, Quaëdypre, Kain, Ledringhem, Millam, Merck-Saint-Liévin, Rexpoëde, Rincq, Saint-Omer-en-Chaussée, Verchin, Wittes, Zegerscappel, Zermezeele (par ordre alphabétique).
Dans l'église Saint-Nicolas-en-Cité d'Arras, un vitrail a pour sujet : « Saint Aubert guidant saint Omer aveugle préside à la translation des reliques de saint Vaast, 668 ».

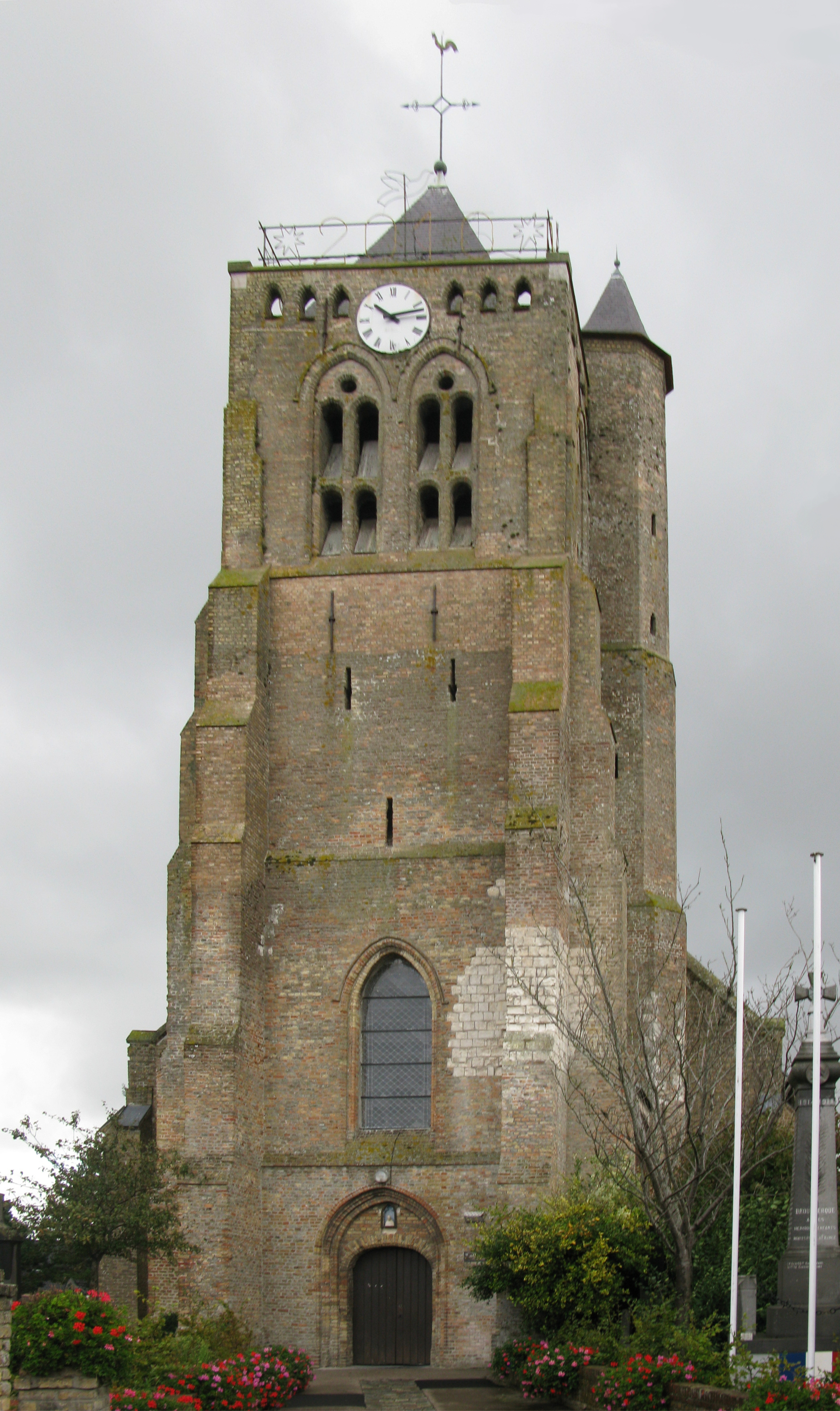
Église Saint-Omer de Brouckerque.
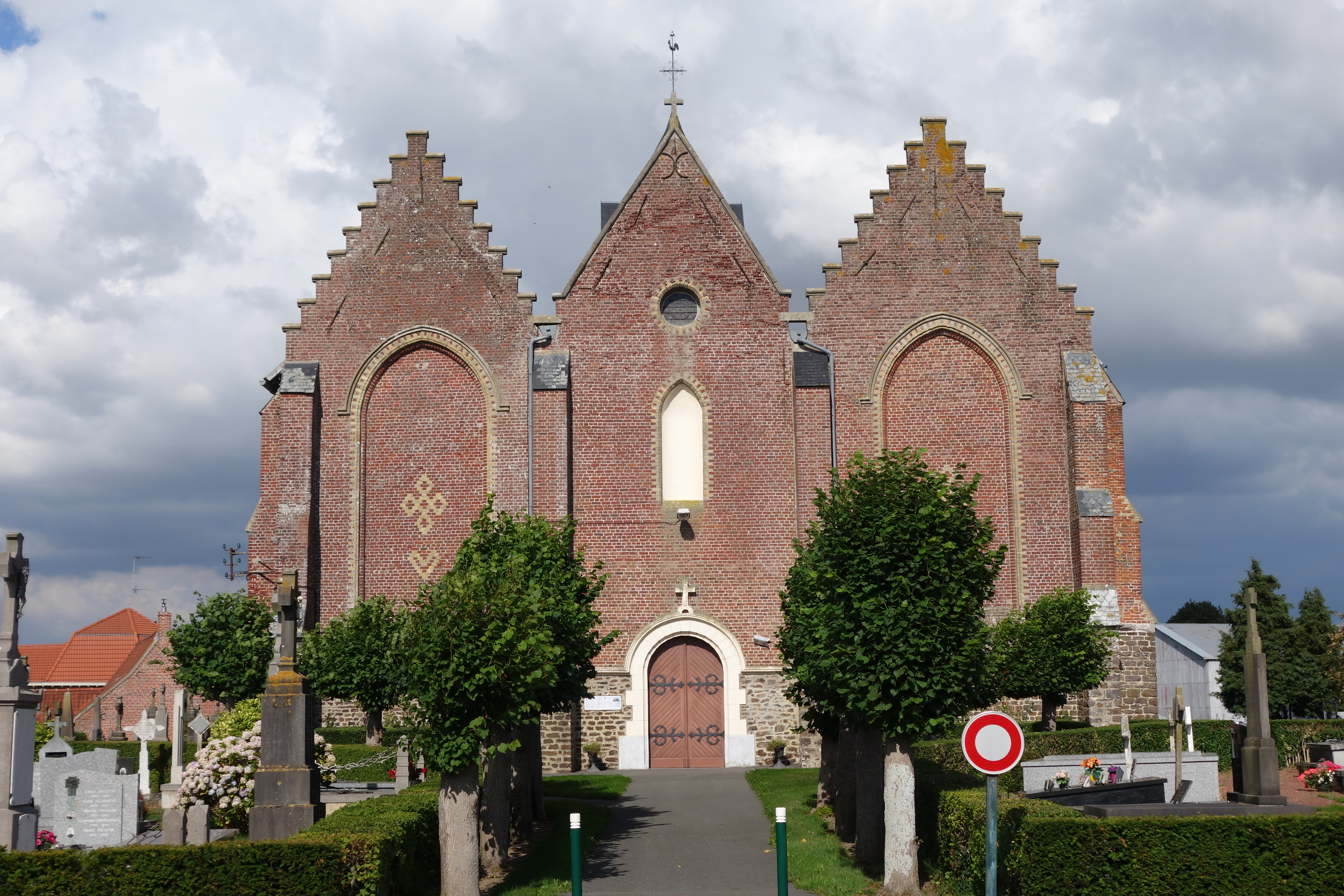
Façade de l'église Saint-Omer de Ledringhem, montrant le style hallekerque, avec nef à trois vaisseaux juxtaposées.
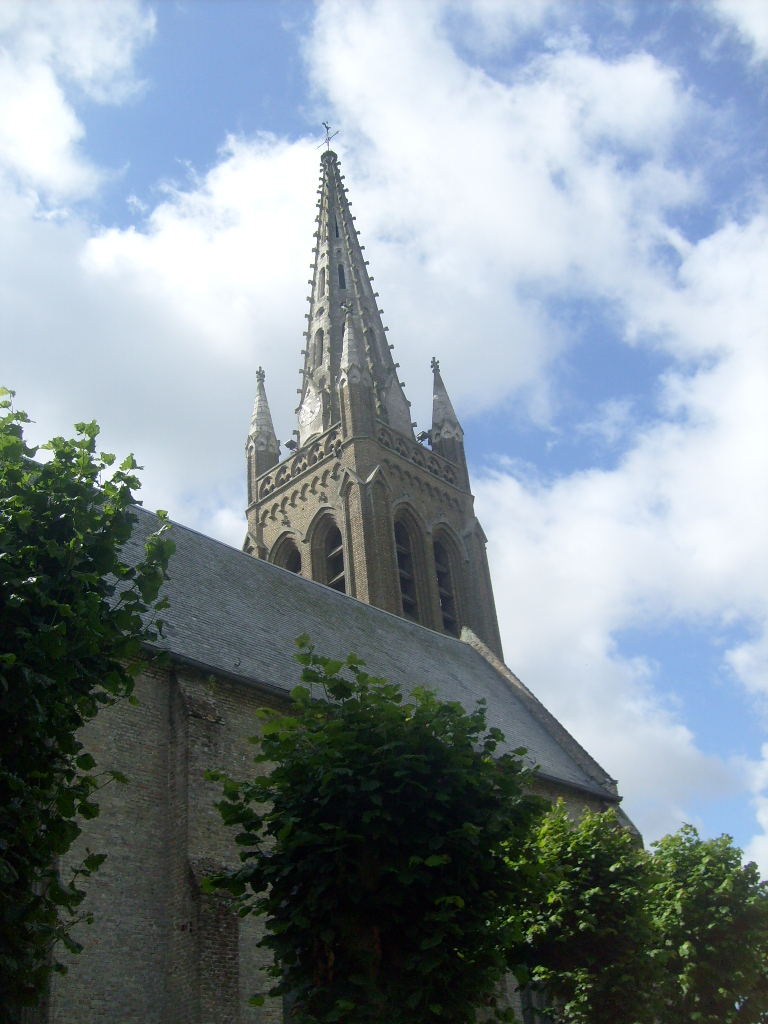
Église Saint-Omer de Rexpoëde.
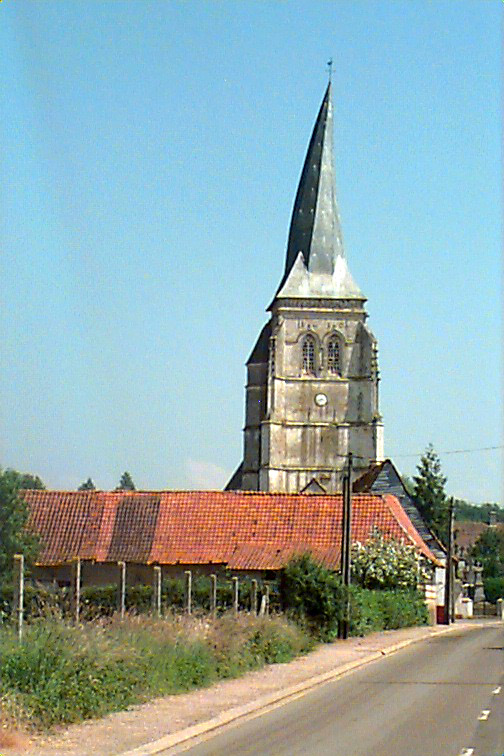
Église Saint-Omer de Verchin.